# Me Beija
Me Beija é o primeiro álbum de estúdio da cantora brasileira Gilmelândia (conhecida na época como Gil), lançado pela Abril Music em 21 de outubro de 2001. O álbum, que estourou com o sucesso "Maionese", chegou a vender cerca de 450 mil cópias.
Para o crítico Marco Antonio Barbosa a cantora ao iniciar a carreira solo "tenta dar o pulo do gato que Daniela Mercury, Ivete Sangalo e, mais recentemente, Carla Visi deram", deixando a carreira sobre o trio elétrico; para ele, entretanto, a cantora não procurou imprimir maior mudança no estilo musical, em seu primeiro disco que é "uma aposta segura que fica no meio-termo: quer agradar o público da Beijo, mas fica de olho grande no mercadão popularesco-romântico". Para ele a surpresa do disco é a "marcante influência latina" já que a faixa "Maionese" é versão de um sucesso no Uruguai, e ainda com a Rumba de la Pasion, de Zeca Baleiro; apesar disto a cantora fica mais à vontade nas canções carnavalescas, como na faixa-título e em Levada da Breca, de Anderson Cunha.
Para Barbosa o pior do disco está "no quesito diversificação" como na adaptação feita para Deus (Apareça na Televisão) de Kid Abelha, e em A Sombra da Partida.

## Faixas
| N.º | Título                                  | Compositor(es)                                   | Duração |  |
| 1.  | "Fazer o que?"                          | Rodolfo Barreira, Vrs. Paulo Sérgio Valle        |         |  |
| 2.  | "Deu Piti"                              | Anderson Cunha, Kinó Fiais                       |         |  |
| 3.  | "Deus (apareça na televisão)"           | George Israel, Sérgio Dias, Paula Toller         |         |  |
| 4.  | "Rumbia de La Passion"                  | Zeca Baleiro                                     |         |  |
| 5.  | "A Despedida"                           | Claudio Rabello, Ivan Lins                       |         |  |
| 6.  | "Me Beija"                              | Paulinho Levi, Luiz Wanderley                    |         |  |
| 7.  | "Estou Completamente Apaixonada"        | Mauro Motta, Raulzito                            |         |  |
| 8.  | "Maionese"                              | Claudio Rabello, Jasa, Britos, Caceres           |         |  |
| 9.  | "A Sombra da Partida"                   | Bernardo Vilhena, Luiz Paulo Simas, Ritchie      |         |  |
| 10. | "Feliz à Beça / Quero Voltar Pra Bahia" | Guga Cavalcanti, Odibar, Paulo Diniz, Beto Valle |         |  |
| 11. | "Intriga"                               | Dibell                                           |         |  |
| 12. | "Levada da Breca"                       | Anderson Cunha                                   |         |  |

### Singles
- Maionese
- Levada da Breca
- Me Beija

### Videoclipes
- Maionese